# Maria Bertelli
Maria Bertelli (ur. 6 października 1977 w Wielkiej Brytanii) – brytyjska siatkarka grająca jako libero. Obecnie występuje w drużynie Volley Köniz.